# Frank Beaurepaire
Francis Joseph Edmund Beaurepaire, detto Frank (Melbourne, 13 maggio 1891 – Melbourne, 29 maggio 1956), è stato un nuotatore australiano.
Specializzato nello stile libero ha vinto 6 medaglie, di cui 4 individuali e 2 nella staffetta 4x200 m sl in tre edizioni dei Giochi olimpici, a partire da Londra 1908.
È diventato uno dei Membri dell'International Swimming Hall of Fame.
È stato primatista mondiale dei 200 m sl.

## Palmarès
- Olimpiadi

Londra 1908: argento nei 400m sl e bronzo nei 1500m sl.
Anversa 1920: argento nella staffetta 4x200m sl e bronzo nei 1500m sl.
Parigi 1924: argento nella staffetta 4x200m sl e bronzo nei 1500m sl.